# Grigorij Ivanovič Petrovskij
Grigorij Ivanovič Petrovskij (in russo Григорий Иванович Петровский?; in ucraino Григорій Іванович Петровський?, Hryhorij Ivanovyč Petrovs'kyj; Char'kov, 4 febbraio 1878, 23 gennaio del calendario giuliano – Mosca, 10 gennaio 1958) è stato un rivoluzionario e politico russo e sovietico.

## Biografia
Figlio di un sarto di Char'kov, lavorò fin dagli undici anni di età come meccanico nei cantieri ferroviari e dai 15 lavorò in una fabbrica metallurgica di Ekaterinoslav. Qui iniziò a frequentare i circoli marxisti, cosicché fu attivo nel movimento socialdemocratico dal 1897 e membro del POSDR fin dalla sua fondazione (1898). Arrestato dalla polizia zarista nel luglio 1900 e poi nel 1903, emigrò per alcuni mesi in Germania nel 1906.
Fu presidente della frazione bolscevica della IV Duma di Stato dal 1912, ma nel novembre 1914, a seguito dello scoppio della prima guerra mondiale, fu arrestato con gli altri deputati per attività antibellica e antigovernativa e tre mesi più tardi condannato al confino perpetuo nella regione di Turuchansk. Nel frattempo, nel gennaio 1913 era stato cooptato nel Comitato centrale del Partito bolscevico, di cui fece parte fino al maggio 1917. In quella fase, liberato dopo la Rivoluzione di febbraio, fu a capo del Comitato per la sicurezza cittadina nell'oblast' di Jakutsk e poi membro del comitato bolscevico di Ekaterinoslav. Dopo la Rivoluzione d'ottobre fu Commissario del popolo per gli affari interni della Russia sovietica fino al marzo 1919. Ebbe poi ruoli di vertice nel Comitato esecutivo centrale panucraino e nel Partito Comunista dell'Ucraina, del politburo del quale fu membro dal 1920 al 1938, così come dal 1921 al 1938 fece parte del Comitato Centrale del Partito bolscevico russo e poi di tutta l'Unione. Dal 1922 al 1938 presiedette il Comitato esecutivo centrale dell'Unione Sovietica e dal 1938 al 1939 fu vicepresidente del Presidium del Soviet Supremo dell'URSS. Dal 1940 fino alla morte fu vicedirettore del Museo della Rivoluzione di Mosca.
Nel 1926 la città di Ekaterinoslav, già dedicata a Caterina II, fu ribattezzata Dnepropetrovsk in suo onore, nome che mantenne fino al 2016, quando fu rinominata Dnipro, nell'ambito del processo di decomunistizzazione in Ucraina. È sepolto nella necropoli delle mura del Cremlino.